# Sent Bonet de Belac
Sent Bonèt de Belac (en francès Saint-Bonnet-de-Bellac) és un municipi francès situat al departament de l'Alta Viena i a la regió de la Nova Aquitània.

## Demografia
| 1962                                       | 1968 | 1975 | 1982 | 1990 | 1999 | 2007 |
| ------------------------------------------ | ---- | ---- | ---- | ---- | ---- | ---- |
| 610                                        | 707  | 640  | 563  | 521  | 517  | 534  |
| Des de 1962: població sense dobles comptes |      |      |      |      |      |      |

## Administració
| Període | Identitat          | Partit |
| ------- | ------------------ | ------ |
| 2004-   | Jean-Claude Boulle |        |